# بخش آرلینگتون، شهرستان سیبلی، مینه سوتا
بخش آرلینگتون (به انگلیسی: Arlington Township) یک منطقهٔ مسکونی در ایالات متحده آمریکا است که در شهرستان سیبلی، مینه‌سوتا واقع شده‌است.
 بخش آرلینگتون ۸۹٫۸ کیلومتر مربع مساحت و ۵۶۲ نفر جمعیت دارد و ۲۹۹ متر بالاتر از سطح دریا واقع شده‌است.